# Xanthorhoe constricta
Xanthorhoe constricta är en fjärilsart som beskrevs av Embrik Strand 1903. Xanthorhoe constricta ingår i släktet Xanthorhoe och familjen mätare. Inga underarter finns listade i Catalogue of Life.